# Tu Tắc
Tu Tắc (giản thể: 修则; phồn thể: 修則; bính âm: Xiu Ze; ? – 268) là tướng lĩnh Đông Ngô thời Tam Quốc trong lịch sử Trung Quốc.

## Cuộc đời
Tu Tắc là người quận Lâm Xuyên, Dương Châu, hậu duệ của Tả kỵ Hiệu úy Tu Bỉnh (脩炳) thời Hán. Tu Tắc nhiều thế hệ sống ở Giao–Quảng, từng nhận chức Thứ sử Giao Châu nhà Ngô.
Năm 263, Lã Hưng nổi dậy ở quận Giao Chỉ, sau đó đầu hàng Ngụy Tấn và mở đường cho quân Tấn vào Giao Châu. Đến năm 268, Thái thú Giao Chỉ nhà Tấn là Dương Tắc đánh hạ hai quận Cửu Chân, Nhật Nam thuộc Giao Châu, uy hiếp Quảng Châu.
Năm 268, Ngô Mạt đế Tôn Hạo phong Lưu Tuấn làm Thứ sử Giao Châu, Tu Tắc làm Tiền bộ đốc, cùng tướng quân Cố Dung tấn công Giao Chỉ. Quân Ngô nhiều lần tiến công mà không thu hoạch được gì. Dương Tắc liền phái Mao Cảnh, Đổng Nguyên tiến công nơi đóng quân của quân Ngô tại Hợp Phố. Hai quân giao chiến tại Cổ Thành, quân Ngô đại bại, Mao Cảnh chém Tu Tắc tại trận.
Năm 271, tướng Ngô là Đào Hoàng đánh bại quân Tấn tái chiếm Giao châu; con trai của Tu Tắc là Tu Doãn hành hình Mao Cảnh trả thù cho cha.

## Gia đình
Tu Tắc có ít nhất hai con trai là Tu Doãn và Tu Trạm:
- Tu Doãn (修允), quan đến Thái thú Hợp Phố, Quế Lâm, từng tham gia đánh chiếm Giao Châu, trả thù cho cha.[3]
- Tu Trạm (修湛), quan đến Thái thú Giao Chỉ. Năm 322, Thứ sử Giao Châu Đào Hàm chết, Vương Đôn phái Vương Cơ làm Thứ sử. Thái thú Tân Xương Lương Thạc đánh đuổi Vương Cơ, tôn Tu Trạm tạm nắm quyền Thứ sử Giao Châu. Vương Đôn lại phái Vương Lượng làm Thứ sử, cũng hạ lệnh: "Lương Thạc, Tu Trạm đều là quốc tặc, khanh đến, phải chém đi". Khi Lượng đến Giao Chỉ, Trạm dời đến Cửu Chân. Thứ sử Quảng Châu Đào Khản cho người mời Tu Trạm đến yết kiến Vương Lượng. Lượng đuổi hết người ra khỏi phòng, chỉ lưu lại Lương Thạc và Tu Trạm, sau đó giết Trạm ngay trước mặt Thạc. Lương Thạc giận dữ bỏ đi, kéo quân đến bao vây Long Biên, bắt giữ rồi chặt tay Vương Lượng, để mất máu đến chết.[9]

## Trong văn hóa
Tu Tắc không xuất hiện trong tiểu thuyết Tam quốc diễn nghĩa của La Quán Trung.